# Stora Kumlan
Stora Kumlan är en sjö i Ljusnarsbergs kommun i Västmanland och ingår i Norrströms huvudavrinningsområde. Sjön är 21 meter djup, har en yta på 2,32 kvadratkilometer och befinner sig 214,2 meter över havet. Sjön avvattnas av vattendraget Kumla älv (Mörtjärnsbäcken). Vid provfiske har bland annat abborre, gädda, lake och sik fångats i sjön.

## Delavrinningsområde
Stora Kumlan ingår i det delavrinningsområde (665257-144622) som SMHI kallar för Utloppet av Stora Kumlan. Medelhöjden är 304 meter över havet och ytan är 18,84 kvadratkilometer. Det finns ett avrinningsområde uppströms, och räknas det in blir den ackumulerade arean 33,57 kvadratkilometer. Kumla älv (Mörtjärnsbäcken) som avvattnar avrinningsområdet har biflödesordning 3, vilket innebär att vattnet flödar genom totalt 3 vattendrag innan det når havet efter 274 kilometer. Avrinningsområdet består mestadels av skog (78 procent). Avrinningsområdet har 2,32 kvadratkilometer vattenytor vilket ger det en sjöprocent på 12,3 procent.

## Fisk
Vid provfiske har följande fisk fångats i sjön:
- Abborre
- Gädda
- Lake
- Sik
- Siklöja